# Seznam postav seriálu Ztraceni
Toto je seznam postav seriálu Ztraceni.

## A
- Aaron Littleton
- Alex Rousseau
- Ana Lucia Cortez
- Anthony Cooper

## B
- Bea Klugh
- Benjamin Linus
- Bernard Nadler
- Bonnie
- Boone Carlyle

## C
- Caesar
- Carmen Reyes
- Cassidy Phillips
- Cindy Chandler
- Claire Littleton
- Colleen Pickett
- Charles Widmore
- Charlie Pace
- Charlotte Lewis
- Christian Shephard

## D
- Daniel Faraday
- Danielle Rousseau
- Danny Pickett
- David Reyes
- Desmond David Hume
- Diane Janssen
- Dogen

## E
- Edward Mars
- Eko
- Eloise Hawking
- Ethan Rom

## F
- Frank Lapidus

## G
- Gary Troup
- George Minkowski
- Goodwin
- Greta

## H
- Harper Stanhope
- Helen Norwood
- Horace Goodspeed
- Hugo Hurley Reyes

## I
- Illana
- Isabel

## J
- Jack Shephard
- Jacob
- Jae Lee
- James Sawyer Ford
- Jin-Soo Kwon
- John Locke
- Juliet Burke

## K
- kapitán Gault
- Karl
- Kate Austen
- Kelvin Joe Inman

## L
- Lennon
- Leslie Arzt
- Liam Pace
- Libby

## M
- Margo Shephard
- Martin Keamy
- Matthew
- Matthew Abbadon
- Michael Dawson
- Mikhail Bakunin
- Miles Straume
- Monstrum

## N
- Naomi Dorrit
- Nathan
- Nikki Fernandez
- Noor Nadja Abed Jazeem

## O
- Omar

## P
- pan Paik
- Paulo
- Penelope Widmore
- Pierre Chang

## R
- Ray
- Regina
- Richard Alpert
- Roger Linus
- Rose Nadler
- Ryan Pryce

## S
- Sarah Shephard
- Sayid Jarrah
- Scott Jackson
- Seth Norris
- Shannon Rutherford
- Steve Jenkins
- Stuart Radzinsky
- Sun-Hwa Kwon
- Susan Lloyd

## T
- Tom

## V
- Vincent

## W
- Walt Lloyd

## Y
- Yemi